# Frank Emmelmann
Frank Emmelmann (* 15. září 1961, Schneidlingen, Sasko-Anhaltsko) je bývalý východoněmecký atlet, sprinter, jehož specializací byl běh na 100 a 200 metrů.
Největší úspěchy ve své kariéře zaznamenal v roce 1982 na mistrovství Evropy v Athénách, kde získal kompletní sbírku medailí. Nejcennější kov získal v závodě na 100 metrů, když ve finále o čtyři setiny porazil Itala Pierfrancesca Pavoniho a o sedm setin Mariana Woronina z Polska. Na dvojnásobné trati, dvě stě metrů vybojoval bronz v čase 20,60 s. Zlato získal jeho krajan Olaf Prenzler v čase 20,46 s. Stříbrnou medaili získal ve štafetě na 4 x 100 metrů, když východoněmecké kvarteto, za které dále běželi Detlef Kübeck, Thomas Munkelt a Olaf Prenzler prohrálo jen se sovětskou štafetou.
Jeho žena Kirsten Emmelmannová se rovněž věnovala atletice.